# 赫頓·阿普
赫頓·克里斯蒂安·「奇普」·阿普（英語：Halton Christian "Chip" Arp，1927年3月21日—2013年12月28日），美國天文學家，以製作出版於1966年的《特殊星系圖集》而聞名，後來知道該圖集內收錄的大多數星系是正進行交互作用與合併中的星系。阿普也因為是大爆炸理論的批評者而為人所知。並且他致力於提倡非標準宇宙學的内禀红移。

## 生平

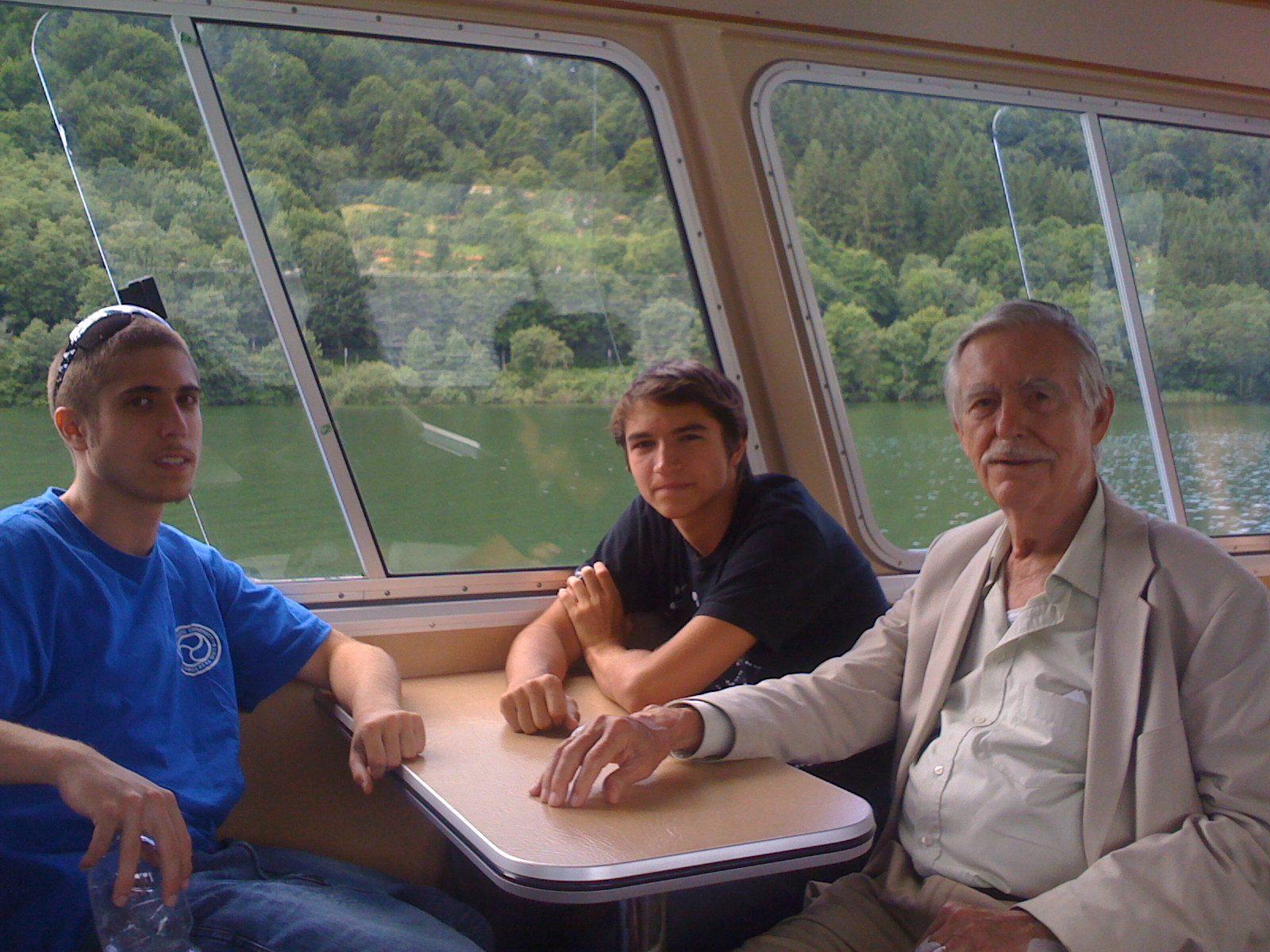
阿普（右）與他的兩位孫子，2008年。

阿普於1927年生於美國紐約。他於1949年在哈佛大學的哈佛學院獲得學士學位，1953年獲得加州理工學院博士學位。獲得博士學位後同年進入卡內基研究所擔任卡內基研究員，並在威尔逊山天文台和帕洛马山天文台進行研究。1955年阿普進入印第安納大學布魯明頓分校任職，1957年進入帕洛馬山天文台任職29年。1983年阿普前往德國，進入位於慕尼黑的马克斯·普朗克天体物理研究所任職。2013年12月28日阿普在慕尼黑逝世。

## 特殊星系圖集
阿普編輯了收錄一系列形態特殊星系的目錄，即《特殊星系圖集》，並於1966年首次出版。阿普知道當時天文學界對這些星系的形態隨時間變化得如此特殊的機制所知甚少，因此他的這項研究讓他成為這方面的領導人物。該圖集提供星系的影像資料讓天文學家得以研究星系的演化。阿普之後使用該圖集作為类星体相關議題辯論的證據。
基於其他天文學家所引用的數量，阿普的圖集現在被認為是關於交互作用或合併中星系相當優異的影像資料彙編。該圖集中的大部分星系都編有所謂的阿普序號。許多天體（尤其是阿普220）也被用來作為高紅移星系的光譜範例。

## 類星體與紅移

### 類星體定義
在1950年代已發現數個明亮的無線電波源，但並未發現其可見光對應天體。1960年時其中一個電波源3C 48被發現與一個「藍色小恆星」有關連。但是對該「恆星」的光譜量測卻發現它包含了以各種方式嘗試都無法定義的譜線；約翰·葛譚比·博爾頓提出這些譜線來自高紅移天體，但並未被廣泛接受。
1963年马尔滕·施密特發現了電波源3C 273的光學對應體，並且以海爾望遠鏡發現了與3C 48一樣特殊的光譜。不過發現的譜線可以被解釋為氫的光譜，只是譜線位置位移高達15.8%。如果譜線移動是因為「恆星」的移動，它的速度將高達47,000 km/s，遠超過已知恆星移動的速度，也無法解釋最初所偵測到的強大電波源是如何發生。施密特指出紅移和宇宙膨脹相關連，並符合哈勃定律。如果量測到的紅移是因為宇宙膨脹造成，那麼讓天文學家困惑的天體必定距離極為遙遠。在這種狀況下的天體必須有異常高的光度，並且超過任何先前所見的天體，不過這種極高的光度也同時能解釋它是強大無線電波源。施密特最後總結類星體是距離極遠，並且光度極高的天體。
施密特對高紅移的解釋在當時並未被廣泛接受。而另一個當時被接受的理論則是量測到了重力紅移，這必須是要極為巨大天體才能解釋其極高光度。但是，能產生如此高重力紅移的巨大恆星其質量將會超越林極限。在當時另外有其他高紅移機制的解釋，但每個都有無法解釋的問題。

### 阿普對類星體的解釋
1966年阿普出版的《特殊星系圖集》包含了338個鄰近星系影像，並且這些星系的形狀讓它們無法被分類為任一典型的星系形態。阿普的目標就是要建立一個可用來測試星系形成理論模型的選擇。透過對這些收錄的圖集測試，我們很快就可看到一個特定的理論如何建立。
阿普的圖集中編號1到101號的天體是尋常外觀的星系，卻有由來不明的小型伴星系存在。1967年阿普注意到這些天體中有數個出現在類星體列表中。在一些影像中類星體是當時已知星系的前景天體；而在另一些影像中類星體和星系兩者似乎是有關連的，這暗示兩者的距離非常接近。如果是這樣的話，天體的紅移是因為哈伯膨脹造成，並且有關連的類星體和星系其紅移值必須相近。但是，這些星系的紅移值遠低於類星體。阿普稱這些天體的紅移與哈伯膨脹或天體的移動無關，而是因為非宇宙尺度或內禀狀態造成。
阿普也注意到類星體並非平均分布於天球各區域，而是發現於和特定星系間隔小角度的範圍內。這個狀況下這些類星體應該會和鄰近星系有某種程度的關連。阿普假設類星體是在距離銀河系不遠處，並有物質從中心噴出的活动星系核。因此他認為類星體是有強烈無線電波輻射和特殊形狀的鄰近星系，尤其是半人馬座A和M87的狀況似乎支持阿普的假說。
阿普在他的書中以他對類星體的研究提出他認為大爆炸理論是錯誤的理由。並且阿普認為量化紅移是這些星系高紅移的原因。

### 批評
阿普最初在1960年代提出他的理論，但是在他提出自己的理論後，望遠鏡和其他天文儀器觀測能力大幅上升。哈伯太空望遠鏡發射，並有凱克天文台等多座口徑8到10米的大型望遠鏡建成，而 CCD 等更先進的偵測器也被廣泛使用。天文學家使用這些新望遠鏡和儀器更進一步觀測類星體，因此類星體今日已被普遍接受是高紅移的遙遠星系。此外，哈勃深空等許多天文攝影觀測發現許多高紅移天體並非類星體，其形狀反而看起來類似鄰近的一般星系。而且修正了紅移造成的影響後，高紅移星系的光譜從X射線到無線電波都和鄰近星系的光譜相符合。當最近的觀測收集到比以往更多數量級的資料後，直接檢驗阿普的假設變得簡單。最近的一項研究指出：
"... 使用史隆數位巡天和2度視場星系紅移巡天公開的資料檢驗類星體是從活躍星系噴出，並且有週期性非宇宙尺度紅移的假設。根據兩種不同內禀紅移模型，（中略）發現在預測的頻率 log(1+z) 之中並沒有週期性或其他頻率的證據。"
儘管如此，阿普反對大爆炸理論的立場從未改變，並且直到去世前不久仍發表文章陳述和流行觀念與科學文獻相反的觀點。而他經常和傑佛瑞·伯比奇（2010年逝世）以及瑪格麗特·伯比奇夫妻兩人合作

## 獎項與榮譽
1960年阿普獲得美國天文學會海倫·B·華納天文獎，該獎項每年頒發，授予「過去五年內對觀測或理論天文學有顯著貢獻的天文學家」。同年他因為個人演講《The Stellar Content of Galaxies》獲得美國科學促進會纽科姆·克利夫兰奖。1984年獲得德國亚历山大·冯·洪堡基金会洪堡奖。

## 家庭
阿普曾結婚三次，第三任妻子瑪麗－海倫娜·阿普（Marie-Helene Arp）也是天文學家，育有四女五孫。

## 著作
- Halton Arp. . Cambridge University Press. 1989. ISBN 0-521-36314-4.
- Halton Arp, Seeing Red,  Aperion (August 1998) ISBN 0-9683689-0-5
- Halton Arp, Catalogue of Discordant Redshift Associations, Aperion (September 1, 2003) ISBN 0-9683689-9-9
- G. Burbidge, E.M. Burbidge, H.C. Arp, W.M. Napier: Ultraluminous X-ray Sources, High Redshift QSOs and Active Galaxies. Preprint Archive.today的存檔，存档日期2012-05-25
- J. Kanipe, D. Webb The Arp Atlas of Peculiar Galaxies, A Chronicle and Observer's Guide, Willmann-Bell Inc. (2006) ISBN 978-0-943396-76-7

## 外部連結
- Halton Arp's Website
- Apeiron, journal web site （页面存档备份，存于） (Arp is editorial board member)
- Atlas of Peculiar Galaxies （页面存档备份，存于）
- Arp's Catalog of Peculiar Galaxies website （页面存档备份，存于）
- Detailed review of Seeing Red by Tom Van Flandern
- Electric Politics interview with Halton C. Arp (podcast)
- Preface to "The Arp Atlas of Peculiar Galaxies" （页面存档备份，存于）
- Author's Notes to "The Arp Atlas of Peculiar Galaxies" （页面存档备份，存于）
- Halton Arp directory page at the IAU （页面存档备份，存于）
- Oral History interview transcript with Halton Arp 29 July 1975, American Institute of Physics, Niels Bohr Library and Archives （页面存档备份，存于）